# Jasikovica (brdo u BiH, Kiseljak)
Jasikovica je brdo u Bosni. 

## Zemljopisni položaj
Prostire se u općini Kiseljaku. Zatvara Kiseljačku kotlinu.
Kao i svi brdski dijelovi općine Kiseljaka, prekriven je šumom različite kvalitete, od šikara, šumskog rastinja do kvalitetnog drva. U uvjetima nebrige i suša može predstavljati opasnost za izbijanje požara. 2000-ih je na ovom brdu bila neplanska sječa drva.